# مایکوباکتریوم توبرکلوزیس
مایکوباکتریوم توبرکلوزیس (Mycobacterium tuberculosis) (که به «باسیل کخ گرم» هم مشهور است) گونه‌ای بیماری‌زا در جنس مایکوباکتریوم است. این باکتری، عامل بیماری سل است. مایکوباکتریوم توبرکلوزیس، اولین بار در سال ۱۸۸۲ توسط رابرت کخ کشف شد. به خاطر این کشف، کخ در سال ۱۹۰۵ جایزه نوبل را دریافت کرد. نام دیگر مایکوباکتریوم توبرکلوزیس، باسیل کخ است. این باکتری به دلیل مواد موجود در دیواره خارجی (به اختصار MOM) ، نسبت به رنگ آمیزی گرم مقاوم است، به همین دلیل، برای رنگ آمیزی مایکوباکتریوم توبرکلوزیس از روش زیل-نلسون (Ziehl-Neelsen) استفاده می‌شود. به این باکتری‌ها، اسید فاست (Acid Fast) می‌گویند. مایکوباکتریوم توبرکلوزیس از نظر فیزیولوژی، میکروبی هوازی (تنفس هوازی)است که برای رشد خود به مقدار زیادی اکسیژن نیاز دارد. مهم‌ترین روش‌های تشخیصی بالینی مایکوباکتریوم توبرکلوزیس شامل تست پوستی توبرکولین، رنگ آمیزی اسید فست (زیل-نلسون) و عکس‌برداری اشعه ایکس از قفسه سینه است. ژنوم مایکوباکتریوم توبرکلوزیس در سال ۱۹۹۸، تعیین توالی شد.

## گونه‌ها
مایکوباکتریوم توبرکلوزیس دارای ۵ گونه میزبان است و بر پایهٔ آن‌ها به ۵ دسته تقسیم می‌شود:
1. سل انسانی
2. سل گاوی
3. سل موشی
4. سل پرندگان
5. سل جانوران خونسرد (مانند مار و ماهی)

با وجود این دسته‌بندی، سل گاوی برای انسان هم بیماری‌زاست.

## پاتوفیزیولوژی

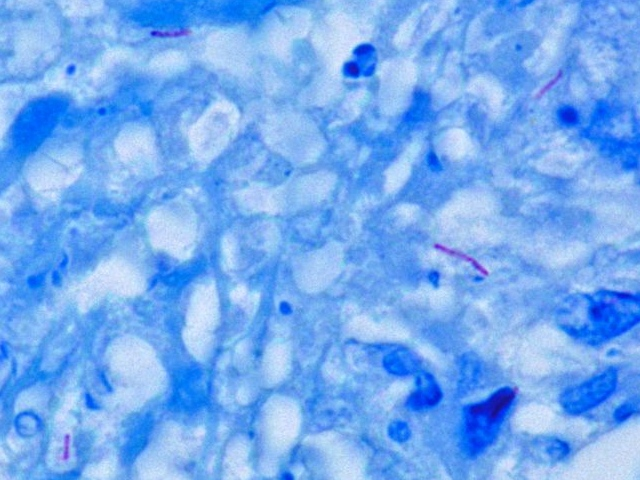
رنگ‌آمیزی مایکوباکتریوم توبرکلوزیس در بافت؛ مایکرباکتریوم در این رنگ‌آمیزی بنفش دیده می‌شود

مایکوباکتریوم توبرکلوزیس برای رشد خود نیاز به اکسیژن دارد. این باکتری به دلیل داشتن مقدار زیادی چربی در دیواره سلولی نمی‌تواند هیچ نوع رنگ باکتریولوژیکی را در خود نگه دارد. به همین دلیل، این باکتری، نه گرم منفی است و نه گرم مثبت. از این رو، از رنگ آمیزی زیل-نلسون (رنگ آمیزی اسید فست) استفاده می‌شود.
تقسیم باکتری هر ۱۵ تا ۲۰ ساعت صورت می‌پذیرد که نسبت به سایر باکتری‌ها بسیار کند است. به عنوان مثال اشرشیا کولی (E.coli) هر ۲۰ دقیقه تقسیم می‌شود. باکتری، باسیلی کوچک است که می‌تواند در برابر مواد گندزدای ضعیف مقاومت کند و در شرایط خشک به مدت چندین هفته زنده بماند. دیواره سلولی غیرعادی باکتری که غنی از چربی‌ها (مانند اسید مایکولیک) است مسئول مقاومت باکتری و یکی از شاخص‌های اصلی بیماریزایی است. هنگامیکه باکتری توسط ماکروفاژهای آلوئولار بلعیده می‌شود، ماکروفاژها (دومین خط دفاعی بدن )نمی‌توانند باکتری را هضم کنند زیرا باکتری مانع از ادغام فاگوزوم با لیزوزوم می‌شود.

## فاکتورهای بیماریزایی
- چربی‌ها : باکتری غنی از لیپیدها (چربی) است. مهم‌ترین لیپیدها عبارتند از اسیدهای مایکولیک، موم (واکس –D) و فسفاتیدها. مورامیل دی پپتید (بخشی از پپتیدوگلیکان) و اسید مایکولیک در تشکیل گرانولوم نقش دارد. فسفولیپیدها در ایجاد نکروز پنیری (caseation necrosis) نقش دارند. فاکتور طنابی (cord factor) توسط سویه‌های بیماریزای مایکوباکتریوم توبرکلوزیس تولید می‌شود و باعث می‌شود باسیل سل به شکل زنجیره‌های موازی دیده شوند. فاکتور طنابی (ترهالوز دی میکولات) از مهاجرت گلبول‌های سفید جلوگیری می‌کند و در ایجاد گرانولوم‌های مزمن نقش دارد
- پروتئین‌ها : باکتری چند نوع پروتئین تولید می‌کند. این پروتئین‌ها در ازدیاد حساسیت تاخیری نقش دارند. آن‌ها موجب واکنش توبرکولین می‌شوند. تست پوستی توبرکولین، یکی از روش‌های تشخیص بالینی سل است.
- قندها (پلی ساکاریدها) : باکتری دارای انواع مختلفی از پلی ساکاریدها است. این پلی ساکاریدها در حساسیت‌های نوع فوری نقش دارند مانند آرابینوگالاکتان و آرابینومانان.[۵]

## گوناگونی سویه‌ها
سویه‌های مایکوباکتریوم توبرکلوزیس از نظر ژنتیکی، متنوع می‌باشند. بنابراین از نظر فنوتیپی نیز تفاوت دارند. در هر منطقه جغرافیایی، سویه‌های خاصی حضور دارند. با این وجود، پژوهش‌ها نشان می‌دهند که این گوناگونی‌ها تأثیری بر توسعه واکسن و روش‌های تشخیصی بالینی جدید ندارند. ژنوتیپ بندی (genotyping) سویه‌ها، ابزار پژوهشی مفیدی از نظر همه گیرشناسی (اپیدمیولوژی) در هنگام شیوع سل است. دو روش مهم در ژنویپ بندی سویه‌های مایکوباکتریوم، PFGE و تیپ بندی بر اساس VNTR است.
تیپ بندی VNTR، قدرت تمایز بیشتری نسبت به PFGE دارد و از نظر اجرا نیز ساده‌تر است. سه نوع روش تیپ بندی VNTR برای دسته‌بندی سویه‌های مایکوباکتریوم توبرکلوزیس وجود دارد:
- ETR : از ۵ لوکوس (ژن) exact tandem repeat استفاده می‌شود. قدرت تمایز کمتری نسبت به PFGE دارد.
- MIRU : مخفف اصطلاح mycobacterial interspersed repetitive unit است. قدرت تمایز آن، به خوبی PFGE است.
- MIRU2 : از ۹ لوکوس بیشتر نسبت به MIRU استفاده می‌کند. در ژنوتیپ بندی MIRU2، در مجموع ۲۴ لوکوس (ژن) مورد بررسی قرار می‌گیرند. قدرت تمایز بیشتری نسبت به PFGE دارد.

## ژنوم
ژنوم سویه H37Rv در سال ۱۹۹۸ انتشار یافت. ژنوم دارای ۴ میلیون جفت باز و ۳۹۵۹ ژن است. وظیفه ۴۰٪ از ژن‌ها مشخص شده‌است و نقش احتمالی ۴۴٪ دیگر از ژن‌ها نشان داده شده‌است. در داخل ژنوم، ۶ ژن کاذب (سودوژن) نیز وجود دارد. ۲۵۰ ژن در متابولیسم اسیدهای چرب نقش دارند بطوریکه ۳۹ تای آن در متابولیسم پلی کتیدهای ایجادکننده موم نقش دارند. این تعداد زیاد از ژن‌های محافظت شده بیانگر اهمیت تکاملی لایه موم برای زنده ماندن باکتری است. پروتئین‌های اسیدی غنی از گلیسین توسط ۱۰٪ از ژنوم کد می‌شوند. این پروتئین‌ها دارای موتیف N-ترمینال محافظت شده‌اند. حذف این موتیف‌ها موجب نقص در رشد باکتری در داخل ماکروفاژها و گرانولوماها می‌شود. 9 نوع sRNA و DNA(حلقوی) و بدون اندامک غشادار غیر کدکننده در باکتری شناسایی شده‌است. همچنین با استفاده از غربالگری بیوانفورماتیکی، ۵۶ نوع sRNA دیگر نیز شناسایی شده‌است.